# Jacek Jassem
Jacek Jassem (ur. 21 października 1951 w Krakowie) – polski onkolog i nauczyciel akademicki, profesor nauk medycznych, profesor zwyczajny Gdańskiego Uniwersytetu Medycznego (GUMed).

## Życiorys
W 1975 ukończył studia na Akademii Medycznej w Gdańsku. Na macierzystej uczelni w 1980 doktoryzował się, a w 1987 uzyskał stopień doktora habilitowanego. 24 kwietnia 1996 otrzymał tytuł profesora nauk medycznych. Uzyskał specjalizacje w zakresie onkologii klinicznej i radioterapii onkologicznej.
W 1975 podjął pracę w Katedrze i Klinice Onkologii i Radioterapii AMG, przekształconej później w Gdański Uniwersytet Medyczny (GUMed). W 1990 objął stanowisko kierownika tej jednostki. Na gdańskiej uczelni medycznej doszedł do stanowiska profesora zwyczajnego. Odbył staże naukowe w Szwecji i Holandii. Jest autorem kilkuset publikacji w czasopismach naukowych krajowych i zagranicznych, kilkunastu podręczników akademickich oraz jedenastu patentów lub zgłoszeń patentowych.
Był przewodniczącym Grupy Raka Piersi Europejskiej Organizacji do Badań nad Rakiem (EORTC), w 1996 objął kierownictwo Środkowoeuropejskiej Grupy Onkologicznej (CEEOG). W latach 2010–2014 pełnił funkcję przewodniczącego Polskiego Towarzystwa Onkologicznego; członek honorowy Polskiego Towarzystwa Onkologicznego, Polskiego Towarzystwa Chirurgii Onkologicznej i Węgierskiego Towarzystwa Onkologii Klinicznej. W latach 1999–2002 członek komitetu wykonawczego Europejskiego Towarzystwa Radioterapii Onkologicznej (ESTRO), w latach 2014–2016 członek Komitetu Wykonawczego Europejskiego Towarzystwa Onkologii Klinicznej (ESMO), członek korespondent i następnie członek krajowy czynny Polskiej Akademii Umiejętności. Członek organizacji naukowej Academia Europaea oraz European Academy of Cancer Sciences. Przewodniczący Tobacco Control and Smoking Cessation Committee przy Międzynarodowym Towarzystwie do Badań nad Rakiem Płuca (IASLC) w latach 2017–2018, a także przewodniczący Zespołu ds. Wdrażania Strategii Walki z Rakiem w Polsce 2015–2024. Założyciel i przewodniczący (od 2004) Stowarzyszenia Gdańskiej Onkologii. Założyciel (2014) i od 2018 prezes Polskiej Ligi Walki z Rakiem. Powołany w skład rady Fundacji na Rzecz Nauki Polskiej.
W 2015 był członkiem honorowego komitetu poparcia Bronisława Komorowskiego przed wyborami prezydenckimi. W marcu 2020 był inicjatorem i pierwszym sygnatariuszem listu otwartego, w którym ponad pięćset pięćdziesiąt osób (pracowników naukowych, lekarzy i innych przedstawicieli środowisk medycznych) zaapelowało do prezydenta i premiera Polski o przełożenie zaplanowanych na 10 maja wyborów prezydenckich w związku z pandemią COVID-19. Sygnatariusze listu wezwali, by wybory zostały przeprowadzone w innym terminie, „w warunkach niezagrażających zdrowiu i życiu obywateli”.
W 2020 opublikował książkę Zatrzymane w biegu, stanowiącą osobisty zapis jego walki z chorobą nowotworową.
Od 1975 mąż profesor Ewy Jassem; ma troje dzieci: Annę, Joannę i Adama.

## Odznaczenia i wyróżnienia
- Krzyż Kawalerski Orderu Odrodzenia Polski (2011)[23]
- Złoty Krzyż Zasługi (2001)[24]
- Srebrny Krzyż Zasługi (1995)[25]
- Medal Komisji Edukacji Narodowej (2003)[26]
- Medal św. Wojciecha (2023)[27]
- Medal „Zasłużonemu Akademii Medycznej w Gdańsku” (2008)[1]
- Złota Honorowa Odznaka Fundacji „Promocja Zdrowia” (2000, 2007)[1]
- Nagroda Prezesa Rady Ministrów (2005)
- Nagroda Naukowa Miasta Gdańska im. Jana Heweliusza w kategorii nauk ścisłych i przyrodniczych (2009)[28]
- Statuetka „Orła Pomorskiego” – nagroda w plebiscycie „Magazynu Pomorskiego”[1]
- tytuł „Człowieka Roku 2009” w plebiscycie „Dziennika Bałtyckiego” (2009)[29]
- tytuł „Wybitnego Polaka” Fundacji Polskiego Godła Promocyjnego Teraz Polska za budowę autorytetu i wizerunku Polski w świecie (2011)[1]
- tytuł „Lider Roku w Ochronie Zdrowia” za projekt ustawy o całkowitym zakazie palenia papierosów w miejscach publicznych (2011)[1]
- tytuł Lidera „Listy Stu” – najbardziej wpływowych osób w systemie ochrony zdrowia miesięcznika „Puls Medycyny” (2014)[30]
- Joseph W. Cullen Prevention/Early Detection Award – nagroda przyznana przez IASLC (2015)[31]
- Fellow of European Society of Clinical Oncology (2022)[32]
- tytuł doktora honoris causa Uniwersytetu Medycznego w Łodzi (2024)[33]